# ビロードテンツキ
ビロードテンツキ Fimbristylis sericea はカヤツリグサ科テンツキ属の植物の1つ。砂浜に生え、小さな集団を作る。全体に細かな毛が多い。

## 特徴
まとまった株になって生じる多年生草本。根茎は太くて分枝を出し、その表面は枯れた葉の鞘に覆われている。長いひげ根があり、またある種の香気がある。葉や花茎、それに小穂などに一面にビロード状の細かな白い毛を密生させている。葉は細長くて葉幅1.5-2mm、花茎ほどには長くなく、株元から根出状に多数を出し、肉厚で、先端は外に向いて軽く巻き込んでいる。基部の鞘は黒褐色。
花期は8-10月。花茎は高さ10-30cm、やや太くて硬い。先端に花序をつけ、その基部には3-5枚の苞があるが、その葉身は小さくて花序よりも短くなっている。花序は3-10個ほどの小穂からなり、それらが頭状に集合するか、短い柄が出てその一部が柄の先に付く。小穂は狭卵形で長さ6-10mm、灰褐色で先端は尖っており、らせん状に並んだ鱗片からなり、20-30個の小花が含まれる。鱗片は広卵形で長さ3-5mm、灰褐色で白い毛が密生しており、先端は尖るが短い芒状に突き出すこともある。痩果は広倒卵形で長さ1.5mm、表面は滑らかになっている。その断面はレンズ状で、先端から伸びる花柱は痩果とほぼ同長で、先端は2つに裂ける。
和名はその植物体上に柔らかく細い毛が密生している様子から名付けられたものである。なお和名の表記はビロウドテンツキが用いられた例もある。

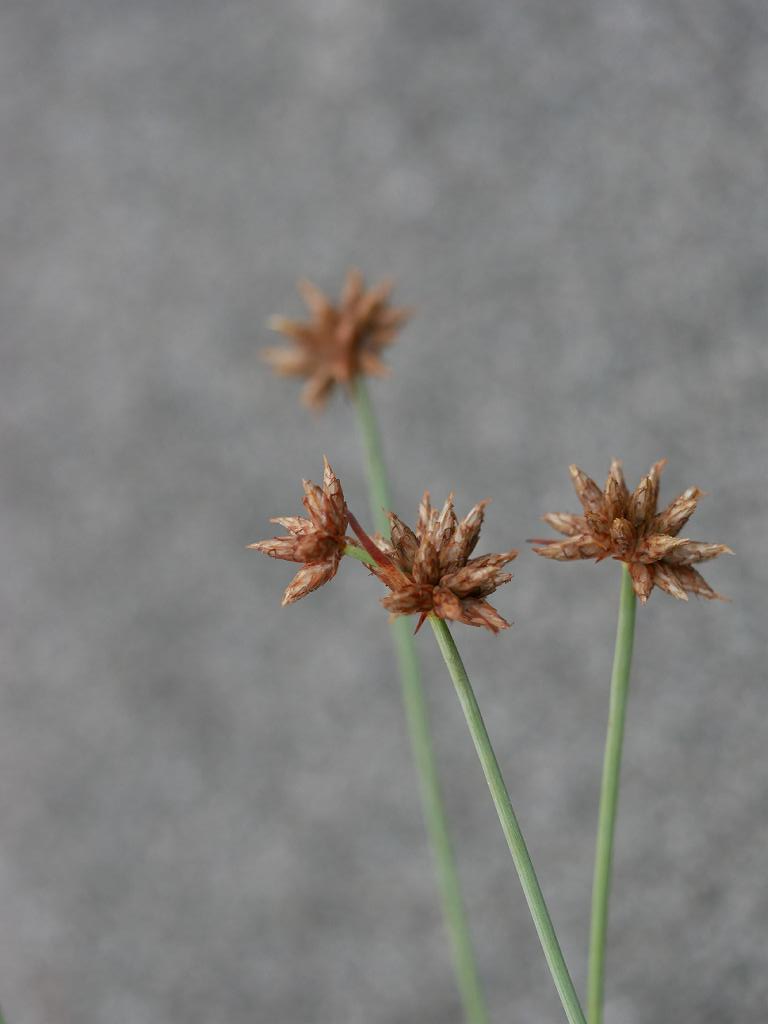
花序の様子
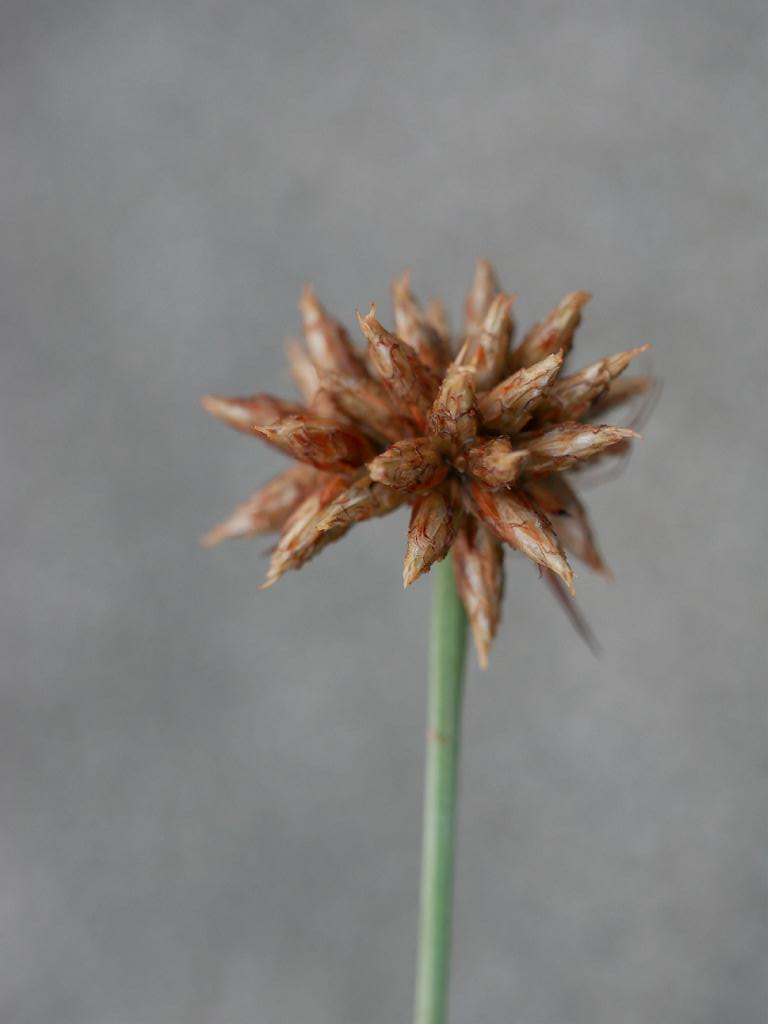
一つを拡大
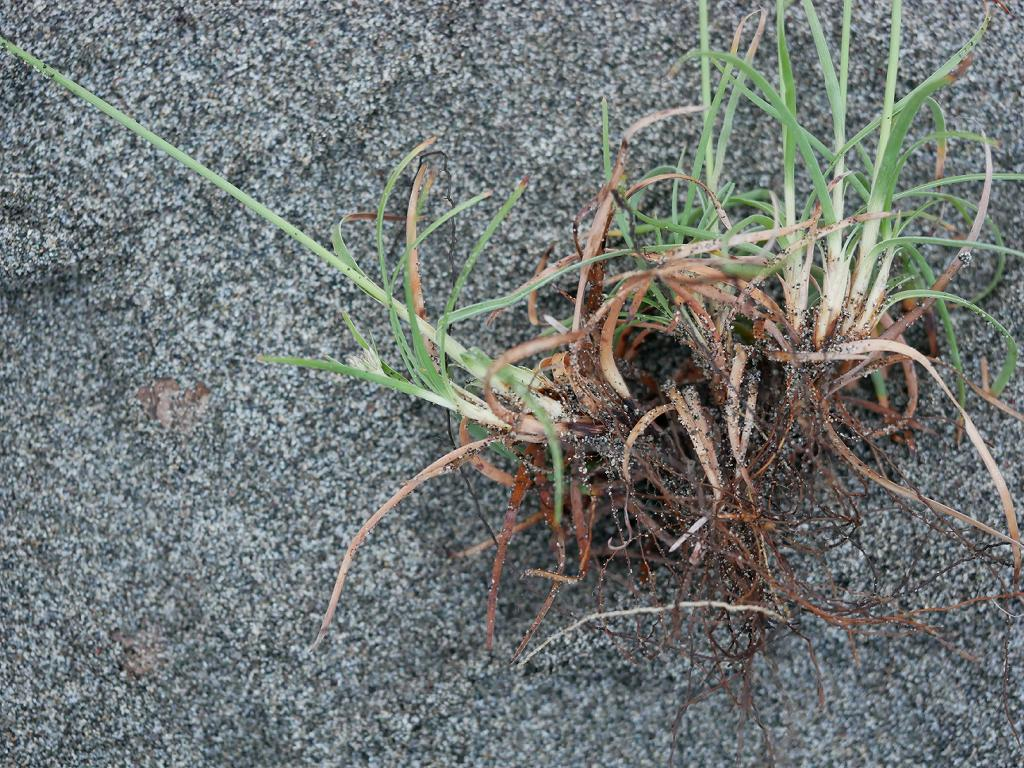
株元と根出葉
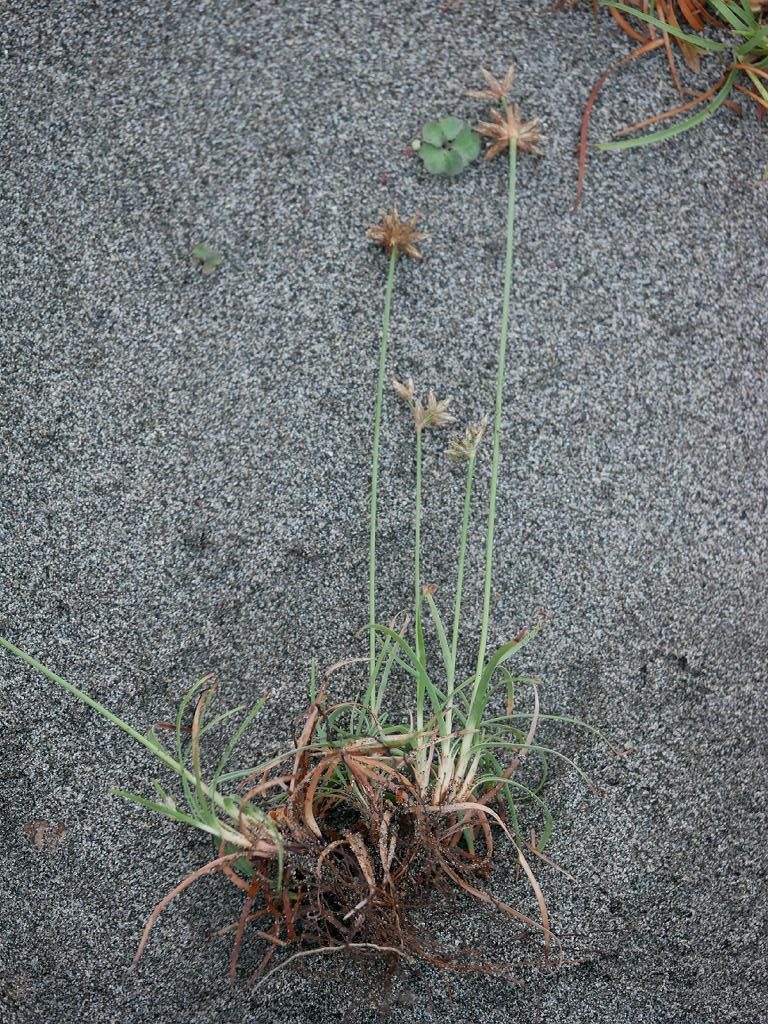
植物体の全体

## 分布と生育環境

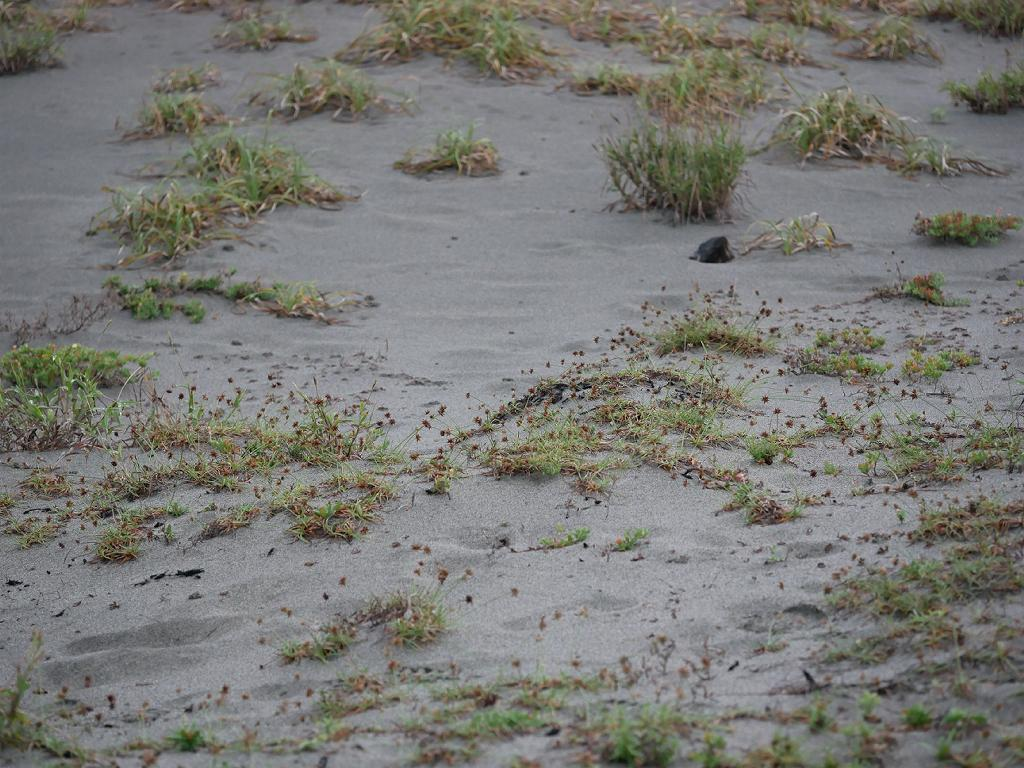
集団がまばらに点在する群落の様子
遠景にコウボウムギとケカモノハシが見える

日本での分布は本州中部以南、伊豆諸島、四国、九州と、奄美大島、それに沖縄本島から知られ、国外では台湾、中国、インド、マレーシア、オーストラリアまで分布する。ただし日本国内においては地域にもよるが、どこででも見られるものではないらしい(後述)。
本州の分布は日本海側では新潟県、太平洋側では茨城県までで、それ以南に分布するが、佐渡島や山形県吹浦海岸で漂着したものが成長した姿が観察されている。
外洋に面した風の強い砂浜に見られる海浜植物で、群生するが、一面に砂浜を覆うようなことはなく、集団がまばらに点在するような形で群落を作る。なお、希ながら川原に出現することもあるらしい。
果実は風に飛ばされて砂丘の窪地にたまっているのが観察される。果実には海水に浮く能力はほとんど無く、あるいは株ごと海水に運ばれることがあるのでは、との推測を中西(2018)は示している。

## 類似種など
本種の所属するテンツキ属には世界で約200種、日本に26種ほどがある。その中で本種は小穂の鱗片がらせんに配列、小穂が複数あって頭状に集まり、花序の基部の苞は小さいながら葉身があり、痩果は倒卵形で表面は滑らかで黒っぽく熟すること、それに全体に細かな白い毛が多いことでほぼ判別できる。
国内の同属で特によく似ているのはシオカゼテンツキ F. cymosa で、本種のように根茎があり、葉は硬くて株元に根出状に多数出ること、海岸性であることなどは共通している。異なる点としてはこの種は全体に無毛であることがあるが、それ以外にも小穂は長さ3-6mmと本種よりずっと小型で、花序につける小穂の数はずっと多く、花序に複数の枝があって散房状になることなどがあげられる。またこの種は海岸でも岩の上に出現するもので、関東以西の本州から四国、九州、それに琉球列島に広く分布し、国外でもインドからオーストラリアに渡る広い分布域を持つ。

## 保護の状況
環境省のレッドデータブックには取り上げられていないが、府県別では北限に当たる新潟県と茨城県から沖縄県に渡って合計16の府県で何らかの指定があり、また大阪府と岡山県では絶滅とされている。これは例えばほぼ同様の場所に生育するコウボウムギが4府県、ケカモノハシが3府県に比べると圧倒的に多い。いずれも砂浜に生育するもので、砂浜の減少や開発、車の乗り入れなどによる攪乱に曝されているものであるが、本種はその中では絶滅危惧の指定が突出している。つまり分布そのものは広いが、各地で希少になっている、ということである。
これはどうやら元々この種の生育地が多分に限定的であったと言うことらしい。例えば岡山県に関しては1カ所からの標本があるだけで、その地は改修工事が進んで自然の砂浜が少なくなってしまい、そのようなことから絶滅と判断された。近畿地方でも京都府が北部のみなのはともかく兵庫県では淡路のみ、大阪府は絶滅、和歌山県では紀南にはあるが紀北では絶滅らしいとあり、近畿全体としての指定は絶滅危惧Aとされており、その生育地がごく限られているらしいことがうかがえる。京都府では北部海岸の生育地では開発の予定があり、また南部の川原の生育地は消失したという。福井県では生育地が1地域のみで、それも減少が見られるという。
にもかかわらず、ネット上では本種の販売がなされているのが見て取れる。グラウンドカバーに用いる由であるが、利用効果のほどは不明である。